# Kanton Coudekerque-Branche
Kanton Coudekerque-Branche (francouzsky Canton de Coudekerque-Branche) je francouzský kanton v departementu Nord v regionu Nord-Pas-de-Calais. Tvoří ho tři obce.

## Obce kantonu
- Coudekerque-Branche,
- Coudekerque-Village,
- Dunkerk (část)